# Arun Singh
Arun Singh (* 29. August 1944 in Kapurthala, Punjab) ist ein ehemaliger indischer Politiker des Indischen Nationalkongresses, der unter anderem zwischen 1984 und 1988 Mitglied der Rajya Sabha sowie zeitweise Staatsminister war.

## Leben
Arun Singh absolvierte nach dem Besuch der renommierten The Doon School in Dehradun ein Studium an der University of Canterbury, das er zunächst mit einem Bachelor of Arts (B.A.) und dann mit einem Master of Arts (M.A.). Zu seinen Kommilitonen gehörte Rajiv Gandhi, Enkel des ersten Premierminister Indiens Rajiv Gandhi sowie Sohn der späteren Premierministerin Indira Gandhi, der später selbst Premierminister wurde.
Arun Singh begann nach Beendigung seines Studiums 1971 eine Tätigkeit als Manager bei dem Unternehmen The Metal Box Company sowie danach bei dem Konsumgüterunternehmen Reckitt Benckiser. Am 3. April 1984 wurde er für den Indischen Nationalkongress Mitglied der Rayja Sabha, dem Oberhaus des indischen Parlaments, dem er als Vertreter des Bundesstaates Uttar Pradesh bis zum 17. August 1988 angehörte.
Nachdem Rajiv Gandhi nach der Ermordung seiner Mutter Indira Gandhi am 31. Oktober 1984 Premierminister wurde, wurde Arun Singh dessen Parlamentarischer Sekretär und übte dieses Amt bis September 1985 aus. Im November 1985 wurde er in dessen Regierung berufen und übernahm dort das Amt des Staatsministers für Verteidigungsforschung und -Entwicklung. Im Juli 1987 musste er jedoch im Zuge des Bofors-Skandals sein Amt niederlegen.
Später war er von 2000 bis 2001 Berater von Verteidigungsminister Jaswant Singh. Aus seiner Ehe mit Nina Singh gingen zwei Söhne und eine Tochter hervor.